# Dare Viator
Dare Viator is een continentale wielerploeg met een Servische licentie die is opgericht in 2014. Aleksandar Nikačević is de teammanager van de ploeg, waar onder andere oud-prof Javier Chacón ploegleider is. De ploeg in ontstaan uit een fusie van de Servische wielerclub Biciklistički Klub Partizan en het Spaanse Mobel Cycling Murcia.

## Bekende (oud-)renners
- Javier Chacón (2014)
- Esteban Plaza (2014-)
- Carlos Oyarzún (2015-)
- José Luis Roldán (2015-)

2014 · 2015